# Brenda Mahonza Aldine
Brenda Mahonza Aldine, née le 3 février 1996, est une taekwondoïste congolaise (RDC).

## Carrière
Brenda Mahonza Aldine est médaillée de bronze dans la catégorie des moins de 53 kg aux Jeux africains de 2011 à Maputo et aux Championnats d'Afrique de taekwondo 2012 à Antananarivo. Dans la catégorie des moins de 57 kg, elle remporte la médaille de bronze aux Jeux africains de 2015 à Brazzaville.